# 프레다역
프레다역(Preda)은 스위스 그라우뷘덴주에 있는 베르귄 필리주어 지자체에 있는 기차역이다. 래티셰 철도의 1,000mm 미터궤 알불라선에 위치해 있다. 이 역까지 매시간 운행한다.

## 운행편
다음 서비스는 프레다에서 정차한다.
- 인터레기오 : 쿠어와 생모리츠 간 2시간 간격 운행.

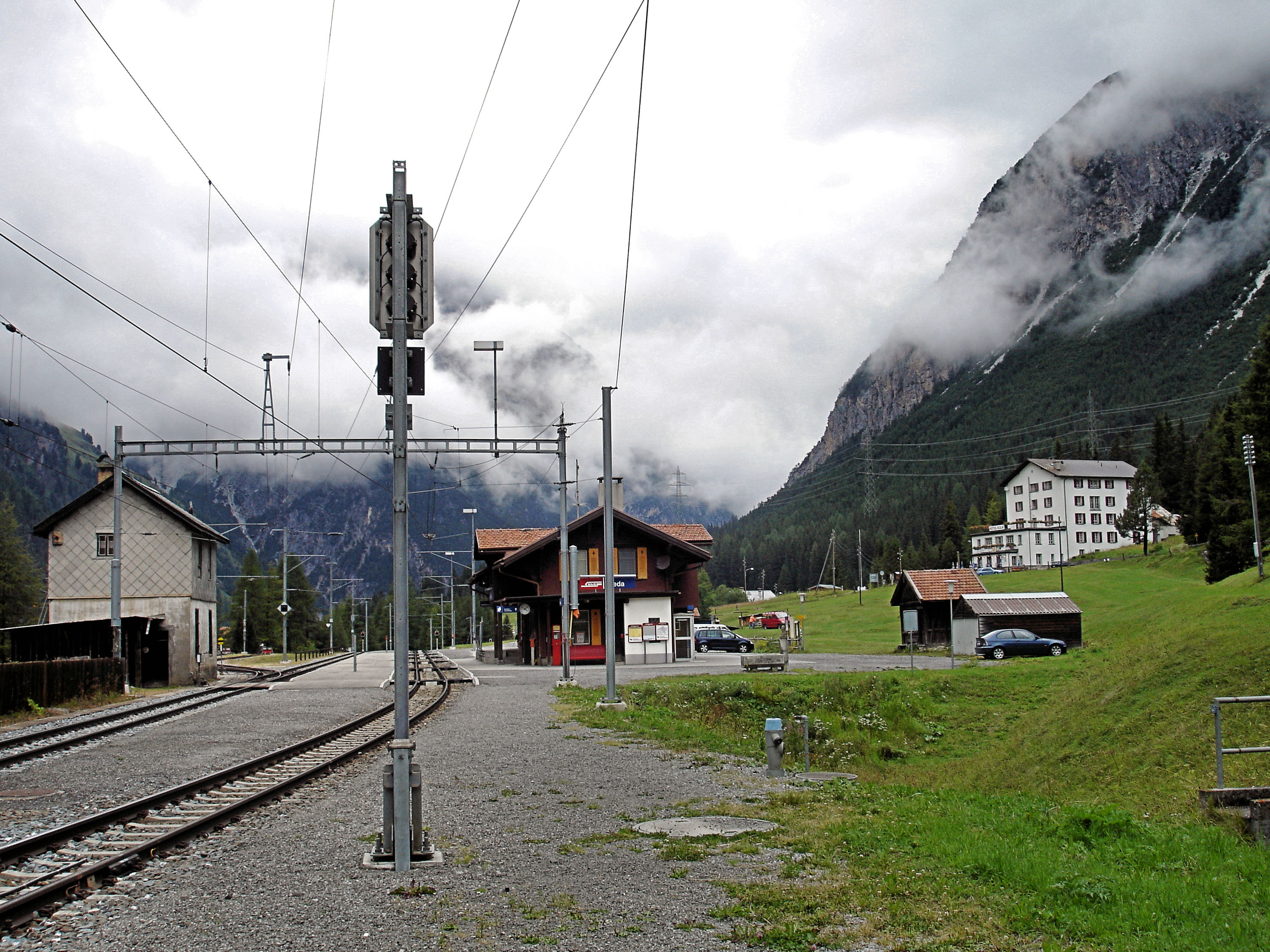
북쪽으로 본 프레다역

- 레기오 : 쿠어와 생모리츠 간 제한된 운행.